# Мединський повіт
Мединський повіт — адміністративна одиниця Тернопільського округу, у короннім коронного краю Королівство Галичини та Володимирії у складі Австрійської імперії.
Повіт утворено в середині 1850-х років та існував до адміністративної реформи 1867 року.
Кількість будинків — 3557 (1866)
Староста (Bezirk Vorsteher): Йоганн Калита (Johann Kalita)
Громади (гміни): Богданівка, Добромірка, Дорофіївка, Гнилиці Малі (або Гнилички), Гнилиці Великі, Голожинці, Голотки, Гущанки, Яцівці, Клебанівка, Климківці, Коршилівка, Кошляки, Козяри, Лозівка, Медин, Мислова, Нове Село, Ободівка, Пальчівці, Пеньківці, Просівці, Скорики, Староміщина і Підволочиськ, Супранівка, Токи, Воробіївка, Терпилівка, Заднишівка.
1867 року після адміністративної реформи повіт увійшов до складу Збаразького повіту.